# Championnats d'Europe de biathlon 2025
Navigation
2024 2026
Les championnats d'Europe de biathlon 2025, trente deuxième édition des championnats d'Europe de biathlon, ont lieu du 29 janvier au 2 février 2025. Ils se déroulent à Martell-Val Martello en Italie. Ils font partie du second échelon mondial (IBU Cup) et rapportent des points pour le classement de l'IBU Cup 2024-2025.

## Présentation

### Choix du site organisateur
L'IBU annonce en novembre 2022 que les championnats d'Europe 2025 se dérouleront en Italie sur le site de Martell-Val Martello.

### Participants
Les biathlètes français sélectionnés sont Camille Bened, Sophie Chauveau, Voldiya Galmace-Paulin, Gilonne Guigonnat, Léonie Jeannier et Amandine Mengin chez les femmes, et Rémi Broutier, Edgar Geny, Théo Guiraud-Poillot , Valentin Lejeune, Oscar Lombardot et Gaëtan Paturel chez les hommes.
Les biathlètes norvégiens sélectionnés sont Juni Arnekleiv, Karoline Erdal, Emilie Kalkenberg, Marthe Johansen, Gro Randby et Siri Skar chez les femmes, et Sverre Aspenes, Sivert Bakken, Johan-Olav Botn, Johannes Dale, Isak Frey, Vetle Paulsen et Vetle Christiansen  chez les hommes.
Les biathlètes suédois sélectionnés sont Sara Andersson, Anna Hedström, Anna-Karin Heijdenberg, Annie Lindh, Emma Nilsson et Johanna Skottheim chez les femmes, et Oscar Andersson, Alfred Eriksson, Anton Ivarsson, Emil Nykvist, Oskar Ohlsson et Malte Stefansson chez les hommes.
Les biathlètes allemands sélectionnés sont Marlene Fichtner, Julia Kink, Johanna Puff, Stefanie Scherer, Anna Weidel et Marion Wiesensarter chez les femmes, et  Lucas Fratzscher, Simon Kaiser, Fabian Kaskel, Leonhard Pfund, Roman Rees et David Zobel chez les hommes.
Les biathlètes italiens sélectionnés sont Rebecca Passler, Ilaria Scattolo, Birgit Schölzhorn, Beatrice Trabucchi et Linda Zingerle chez les femmes, et Marco Barale, Nicolo Betemps, Patrick Braunhofer, Iacopo Leonesio, Christoph Pircher et Nicola Romanin chez les hommes.

### Calendrier
| Date        | Hommes | Hommes              | Dames | Dames              |
| ----------- | ------ | ------------------- | ----- | ------------------ |
| 29 janvier  | 14:30  | Individuel (20 km)  | 10:30 | Individuel (15 km) |
| 31 janvier  | 14:15  | Sprint (10 km)      | 10:45 | Sprint (7,5 km)    |
| 1er février | 13:45  | Poursuite (12,5 km) | 11:00 | Poursuite (10 km)  |
| 2 février   | 13:45  | Relais (4 x 7,5 km) | 10:45 | Relais (4 x 6 km)  |

## Déroulement des championnats
Le 29 janvier 2025 ont lieu les Individuels : l'Allemande Johanna Puff remporte l'épreuve féminine devant sa compatriote Marlene Fichtner et la Suédoise Anna-Karin Heijdenberg, alors que le Norvégien Isak Frey remporte l'épreuve masculine devant l'Autrichien Fredrik Mühlbacher et le Suédois Emil Nykvist.
Le 31 janvier 2025 ont lieu les sprints : la Suédoise Anna-Karin Heijdenberg remporte l'épreuve féminine devant la Française Amandine Mengin et la Lettone Baiba Bendika. Chez les hommes, la victoire est décrochée par le Norvégien Sivert Bakken, devant son compatriote Vetle Christiansen et l'Autrichien Fredrik Mühlbacher.
Le 1er février 2025 ont lieu les poursuites : la Lettone Baiba Bendika remporte l'épreuve féminine devant la Suédoise Anna-Karin Heijdenberg et l'Italienne Linda Zingerle, alors que l'Italien Patrick Braunhofer remporte l'épreuve masculine devant les Norvégiens Isak Frey et Sverre Aspenes.
Le 2 février 2025 ont lieu les relais : l'équipe allemande (Stefanie Scherer, Anna Weidel, Marlene Fichtner et Johanna Puff) remporte le  relais féminin devant l'équipe française (Camille Bened, Sophie Chauveau, Amandine Mengin et Gilonne Guigonnat) et l'équipe italienne (Rebecca Passler, Ilaria Scattolo, Birgit Schölzhorn et Linda Zingerle). L'équipe norvégienne (Vetle Christiansen, Sverre Aspenes, Sivert Bakken et Isak Frey) remporte le  relais masculin devant l'équipe allemande (Lucas Fratzscher, Simon Kaiser, Roman Rees et David Zobel) et l'équipe française (Théo Guiraud-Poillot, Gaëtan Paturel, Oscar Lombardot et Rémi Broutier).

## Bilan des championnats

### Tableau des médailles
| Rang  | Pays      | Or | Argent | Bronze | Ensemble |
| ----- | --------- | -- | ------ | ------ | -------- |
| 1     | Norvège   | 3  | 2      | 1      | 6        |
| 2     | Allemagne | 2  | 2      |        | 4        |
| 3     | Suède     | 1  | 1      | 2      | 4        |
| 4     | Italie    | 1  |        | 2      | 3        |
| 5     | Lettonie  | 1  |        | 1      | 2        |
| 6     | France    |    | 2      | 1      | 3        |
| 7     | Autriche  |    | 1      | 1      | 2        |
| Total | Total     | 8  | 8      | 8      | 24       |

### Athlètes multi-médaillés
| Rang | Athlète                | Or | Argent | Bronze | Ensemble |
| ---- | ---------------------- | -- | ------ | ------ | -------- |
| 1    | Isak Frey              | 2  | 1      |        | 3        |
| 2    | Johanna Puff           | 2  |        |        | 2        |
| 3    | Sivert Bakken          | 2  |        |        | 2        |
| 4    | Anna-Karin Heijdenberg | 1  | 1      | 1      | 3        |
| 5    | Marlene Fichtner       | 1  | 1      |        | 2        |
| 5    | Vetle Christiansen     | 1  | 1      |        | 2        |
| 7    | Baiba Bendika          | 1  |        | 1      | 2        |
| 7    | Sverre Aspenes         | 1  |        | 1      | 2        |
| 9    | Amandine Mengin        |    | 2      |        | 2        |
| 10   | Fredrik Mühlbacher     |    | 1      | 1      | 2        |
| 11   | Linda Zingerle         |    |        | 2      | 2        |

## Résultats et podiums

### Hommes
| Épreuves            | Or                                                                        | Argent                                                                 | Bronze                                                                           |
| ------------------- | ------------------------------------------------------------------------- | ---------------------------------------------------------------------- | -------------------------------------------------------------------------------- |
| Individuel (20 km)  | Isak Frey                                                                 | Fredrik Mühlbacher                                                     | Emil Nykvist                                                                     |
| Sprint (10 km)      | Sivert Bakken                                                             | Vetle Christiansen                                                     | Fredrik Mühlbacher                                                               |
| Poursuite (12,5 km) | Patrick Braunhofer                                                        | Isak Frey                                                              | Sverre Aspenes                                                                   |
| Relais (4 x 7,5 km) | Norvège - Vetle Christiansen - Sverre Aspenes - Sivert Bakken - Isak Frey | Allemagne - Lucas Fratzscher - Simon Kaiser - Roman Rees - David Zobel | France - Théo Guiraud-Poillot - Gaëtan Paturel - Oscar Lombardot - Rémi Broutier |

### Femmes
| Épreuves           | Or                                                                           | Argent                                                                         | Bronze                                                                          |
| ------------------ | ---------------------------------------------------------------------------- | ------------------------------------------------------------------------------ | ------------------------------------------------------------------------------- |
| Individuel (15 km) | Johanna Puff                                                                 | Marlene Fichtner                                                               | Anna-Karin Heijdenberg                                                          |
| Sprint (7,5 km)    | Anna-Karin Heijdenberg                                                       | Amandine Mengin                                                                | Baiba Bendika                                                                   |
| Poursuite (10 km)  | Baiba Bendika                                                                | Anna-Karin Heijdenberg                                                         | Linda Zingerle                                                                  |
| Relais (4 × 6 km)  | Allemagne - Stefanie Scherer - Anna Weidel - Marlene Fichtner - Johanna Puff | France - Camille Bened - Sophie Chauveau - Amandine Mengin - Gilonne Guigonnat | Italie - Rebecca Passler - Ilaria Scattolo - Birgit Schölzhorn - Linda Zingerle |